# Czarnaruczcza (rejon łozieński)
Czarnaruczcza (biał. Чарнаручча; ros. Черноручье; hist Czarnorucze, Czarnoruczie) – wieś na Białorusi, w rejonie łozieńskim obwodu witebskiego, około 3 km na północny wschód od Łoźnej.

## Historia
Po I rozbiorze Polski w 1772 roku Czarnorucze, wcześniej należące do województwa witebskiego Rzeczypospolitej, znalazły się na terenie guberni witebskiej Imperium Rosyjskiego. Nazwa miejscowości pochodziła od Czarnego Ruczaju.
W II połowie XIX wieku, do 1917 roku włościa te należały do rodziny Elsnerów.
Po ustabilizowaniu się granicy polsko-radzieckiej w 1921 roku Czarnorucze znalazły się na terenie ZSRR. Od 1991 roku znajduje się na terenie Republiki Białorusi.

## Dawny dwór
Istniejący do II wojny światowej dwór został prawdopodobnie wybudowany w I połowie XIX wieku przez baronów Elsnerów. Był to typowy jedenastoosiowy, drewniany dom, którego skrzydła były parterowe, a trójosiowy środek był piętrowy. Do tej części przylegał portyk, którego zwieńczeniem był trójkątny szczyt oparty na dwóch parach murowanych kolumn, w wielkim porządku.
Przed dworem znajdował się gazon, po bokach i z tyłu był duży ogród
Majątek Czarnorucze jest opisany w 1. tomie Dziejów rezydencji na dawnych kresach Rzeczypospolitej Romana Aftanazego.